# Вугільна промисловість ПАР
Вугільна промисловість ПАР

## Запаси вугілля у Південно Африканській Республіці
За підтвердженими запасами кам'яного вугілля ПАР входить до провідної п'ятірки країн світу і займає 1-е місце в Африці (2003). Основна частина розвіданих запасів вугілля в країні укладена в родовищах басейну Вітбанк, де вугільні пласти залягають відносно полого, на невеликій глибині (близько 100 м), але вугілля характеризується значною зольністю, і лише незначна частина його придатна для коксування, інші — на вугленосних площах Ватерберґ, Спрінгбок, Лімпопо, Соутпансберґ і Лебомбо — в пр. Трансвааль, а також в Зулуленд і Молтено. Промислова вугленосність пов'язана переваажно з пермськими відкладами Карру (в основному з пісковиками світи Екка).
Потужність вугленосних шарів — до 400 м, глибина залягання 15—400 м. Кількість витриманих пластів вугілля 3—5, середня потужність 2,5 м. Вугілля в основному енергетичне, є коксівне та антрацити.

## Видобуток вугілля
| видобуток кам'яного вугілля у ПАР | видобуток кам'яного вугілля у ПАР |
| Рік                               | На-гора, млн. т                   |
| --------------------------------- | --------------------------------- |
| 1990                              | 175                               |
| 1994                              | 196                               |
| 1998                              | 206                               |
| 1999                              | 223                               |
| 2000                              | 223                               |
| 2001                              | 225                               |

Вугільна промисловість ПАР займає 5-е місце з видобутку і 3-є місце у світі за обсягом експорту вугілля (2001). ПАР — один з провідних експортерів кам'яного вугілля в країни Європи і Азії. Вугільна промисловість знаходиться на підйомі. Видобуток кам'яного вугілля у 1990 становив 175 млн т, у 1994 — 196, 1998 — 206, 1999 та 2000 — по 223, 2001 — 225 млн т. Південна Африка має вугільні резерви, достатні для 40 років видобутку. Експорт вугілля становить у 2001 приблизно 30 % від видобутку або 20 % від світової торгівлі.
Основні райони розробки: Вітбанк — Мідделбурґ і Ермело — Брайтен, а також провінції Трансвааль, Наталь і Оранжева.
Видобуток ведеться підземним і відкритим способами.
Найбільше вугледобувне підприємство в кінці ХХ століття — комплекс «Секунда» (вугленосна площа Фірініхінг — Сасолбурґ, басейн Вітбанк).
Максимальна глибина розробки близько 300 м.
Розкриття шахтних полів — похилими і вертикальними стовбурами.
Переважають системи розробки короткими вибоями, застосовуються також довгі комплексно-механізовані лави.
Середній вміст метану у вихідному загальношахтному струмені 0,1 %.
На вугільних кар'єрах потужність розкриву 30—60 м. Використовують драґлайни, максимальна місткість ковша до 62,5 м³. Основна частина вугілля споживається електростанціями (60 %), коксохімічними заводами і заводом зрідження вугілля. Частина вугілля йде на експорт (головним чином в Японію, Францію, Італію). Побудовано потужний вугільний портовий термінал Ричардс-Бей пропускною спроможністю 10 млн т. В країні діє програма COALTECH-2020 направлена на створення технічних засобів і технологій, що забезпечують конкурентоспроможність вугільної промисловості ПАР, стабільність і безпеку провадження добувних робіт.
Вугільна промисловість за внеском у економіку країни перевершила золотодобувну промисловість. Вугілля складає основу хімічної промисловості. Компанія Sasol забезпечує вугіллям заводи синтетичного палива.